# Road Rage (Computerspiel)
Road Rage ist ein actionlastiges Rennspiel, das 2017 von der Firma Team6 Game Studios entwickelt und von Maximum Games veröffentlicht wurde. Das Spiel weist Ähnlichkeiten mit den Road-Rash-Spielen auf.

## Spielprinzip
Road Rage spielt in der offenen Welt, der fiktiven Stadt Ashen. Der Spieler fährt auf einem Motorrad herum. Ashen selbst ist in sieben Bezirke unterteilt, die vom Stadtzentrum bis zum Ackerland in den Vorstädten reichen. Das Gameplay in Road Rage besteht hauptsächlich aus Standard-Rundstreckenrennen, Zeitfahren, der Ausführung von Stunts und Attentaten auf rivalisierende Biker. Während des Rennens sind die Spieler mit Nahkampfwaffen (und im späten Spiel mit Schusswaffen) bewaffnet, mit denen sie Gegner angreifen können. Das gesamte Gameplay und der Kampf finden vollständig auf dem Motorrad statt, wobei der Spieler gleichzeitig beschleunigen und gegnerische Rennfahrer mit Waffen wie Baseballschlägern, Hockeyschlägern, Äxten und langen Messern treffen kann. Das Motorrad kann mit bei Events gewonnenem Geld aufgerüstet werden.
Das Spiel bietet neben der Einzelspieler-Kampagne sowohl Split-Screen- als auch Online-Multiplayer. In beiden Modi gibt es bis zu vier Spieler in ähnlichen Events wie in der Kampagne.

## Rezeption
Road Rage erhielt überwiegend schlechte Kritiken. Laut Metacritic bekam die PS4-Version eine Punktzahl von 27/100. Die Xbox-One-Version bekam 33/100 Punkten. Die Kritiker bezeichneten fast jeden Aspekt des Spiels als nicht überzeugend, einschließlich das Gameplay, die schlechte Grafik und die leere Welt. Metacritic listete das Spiel als das zweitschlechteste Spiel des Jahres 2017 auf. GameStar gab dem Spiel eine Wertung von 21 %. GamersGlobal hat dem Spiel 1 von 10 Punkten gegeben.